# Friedrich von Bretschneider
Friedrich von Bretschneider, ab 1843  Freiherr von Bretschneider (* 1770 in Nassau-Usingen; † 3. Juni 1846 in Mailand), war ein österreichischer Feldmarschallleutnant und Stadtkommandant von Mailand.

## Leben
Bretschneider war der Sohn des Militärs und Schriftstellers Heinrich Gottfried von Bretschneider und trat in den österreichischen Militärdienst. Aufgrund seiner außergewöhnlichen Leistungen bei einem Kampf gegen die Türken am 19. April 1789 wurde er zum Unterleutnant befördert und stieg damit in die Offiziersklasse auf. Auch in seiner weiteren Militärlaufbahn tat er sich regelmäßig hervor. Er nahm am Revolutionskrieg in den Niederlanden teil und geriet dort in Gefangenschaft. 1801 wurde zum Major befördert. Er war weiterhin regelmäßig im Kriegsdienst und wurde 1807 zum Oberstleutnant ernannt. 1813 kam er als Oberst in den Vorpostendienst in der Steiermark. Von dort aus rückte er nach Oberitalien vor und später kämpfte er vor Lyon, bevor er später wieder nach Italien zurückkehrte. Er wurde 1815 zum Generalmajor befördert und 1830 schließlich zum Feldmarschallleutnant.
Bretschneider wurde 1836 Festungskommandant in Piacenza und schließlich 1837 Stadtkommandant von Mailand. In diesem Amt verblieb er bis zu seinem Tod.

## Ehrungen
- 1815: Großkreuz des Ordens der hl. Mauritius und Lazarus
- 1821: Ritterkreuz des Militär-Maria-Theresien-Ordens
- 1827: Großkreuz des Ordens von St. Georg der Wiedervereinigung
- 1841: Militärverdienstorden vom Heiligen Georg, 1. Klasse
- 1843: Nobilitierung zum Freiherr durch den österreichischen Kaiser